# Tomáš Vondrovic
Tomáš Vondrovic (* 18. srpna 1948 Liberec) je český scenárista, režisér, básník a překladatel z francouzštiny, němčiny, angličtiny a maďarštiny. Dlouholetý pravidelný režisér a autor Divadla Viola, kde mezi jeho nejúspěšnější inscenace patří  Michelangelo: Mramorová horečka, Anděl v modrém, Vína popít lok.

## Dílo

### Rozhlas
- Šrámek, Vondrovic: Fanfán Tulipán - Supraphon - 1989 - SU 11 0505-4, hudba Viktor Kotrubenko

- 2012 Victor Hugo: Král se baví, překlad, úprava a režie Tomáš Vondrovic. Hudba Petr Mandel. Dramaturg Hynek Pekárek. Osoby a obsazení: král František I. (Robert Jašków), Triboulet (Jiří Lábus), Blanche (Andrea Elsnerová), Pan de Saint - Vallier (Petr Kostka), Saltabadil (Michal Pavlata), Maguelonne (Zuzana Kajnarová-Říčařová), básník Marot (Pavel Soukup), pan de Montmorency (Martin Zahálka), pan de Montchenu (Daniel Bambas), pan de la Tour-Landry (Marcel Vašinka), pan de Cossé (Milan Stehlík), paní Bérarda (Carmen Mayerová), biřic (Jiří Racek), ceremoniář (Jan Kostroun) a další. (105 min)